# Luci Manli Torquat (pretor)
Luci Manli Torquat (en llatí Lucius Manlius Torquat) va ser un magistrat romà. Era fill de Luci Manli Torquat, cònsol l'any 65 aC.
Va estar estretament relacionat amb Ciceró quan aquest va ser pretor l'any 65 aC i cònsol el 63 aC. L'any 62 aC va presentar una segona acusació contra Publi Corneli Sul·la, a qui ara va acusar d'haver estat compromès en les dues conspiracions de Catilina. Sul·la va ser defensada per Hortensi i per Ciceró en un discurs que, per l'eloqüència dels seus defensors i el suport del partit aristocràtic, va obtenir un veredicte absolutori. Torquat, igual que el seu pare, va pertànyer al partit aristocràtic i per tant, es va oposar a Juli Cèsar quan es va iniciar la guerra civil l'any 49 aC.
Va ser pretor aquell any 49 aC i va ser destinat a Alba amb sis cohorts. Però quan va caure Corfinium que s'oposava a Cèsar, va abandonar Alba i els seus soldats es van passar al bàndol contrari. Posteriorment es va unir a Pompeu a Grècia. L'any següent, el 48 aC, se li va confiar tenia el comandament d'Oricum, però es va veure obligat a lliurar la ciutat a Cèsar, que va destituir Torquat. No obstant això, Torquat es va unir immediatament a Pompeu i va lluitar sota ell contra Cèsar a Dirràquium.
Després de la batalla de Farsàlia va anar a Àfrica, i quan el seu partit va ser derrotat l'any 46 aC, va intentar escapar a Hispània juntament amb Quint Cecili Metel Pius Escipió i altres, però va ser fet presoner per Publi Sitti a Hippo Regius i assassinat juntament amb els seus companys.
Torquat estava familiaritzat amb la literatura grega, i Ciceró diu que tenia coneixements sobre moltes matèries. S'expressava amb elegància i força, però no era gaire bon orador. Pertanyia a l'escola epicúria, i en va ser un dels seguidors més destacats a Roma. Ciceró el presenta com a defensor d'aquesta escola en el seu diàleg De finibus bonorum et malorum.